# Anctoville-sur-Boscq
Anctoville-sur-Boscq ist eine französische Gemeinde mit 438 Einwohnern (Stand: 1. Januar 2022) im Département Manche in der Region Normandie. Sie gehört zum Kanton Bréhal und zum Arrondissement Coutances. 
Sie grenzt im Norden an Longueville, im Nordosten an Coudeville-sur-Mer, im Osten und im Süden an Saint-Planchers und im Westen an Yquelon. Die Bewohner nennen sich die Anctovillais.

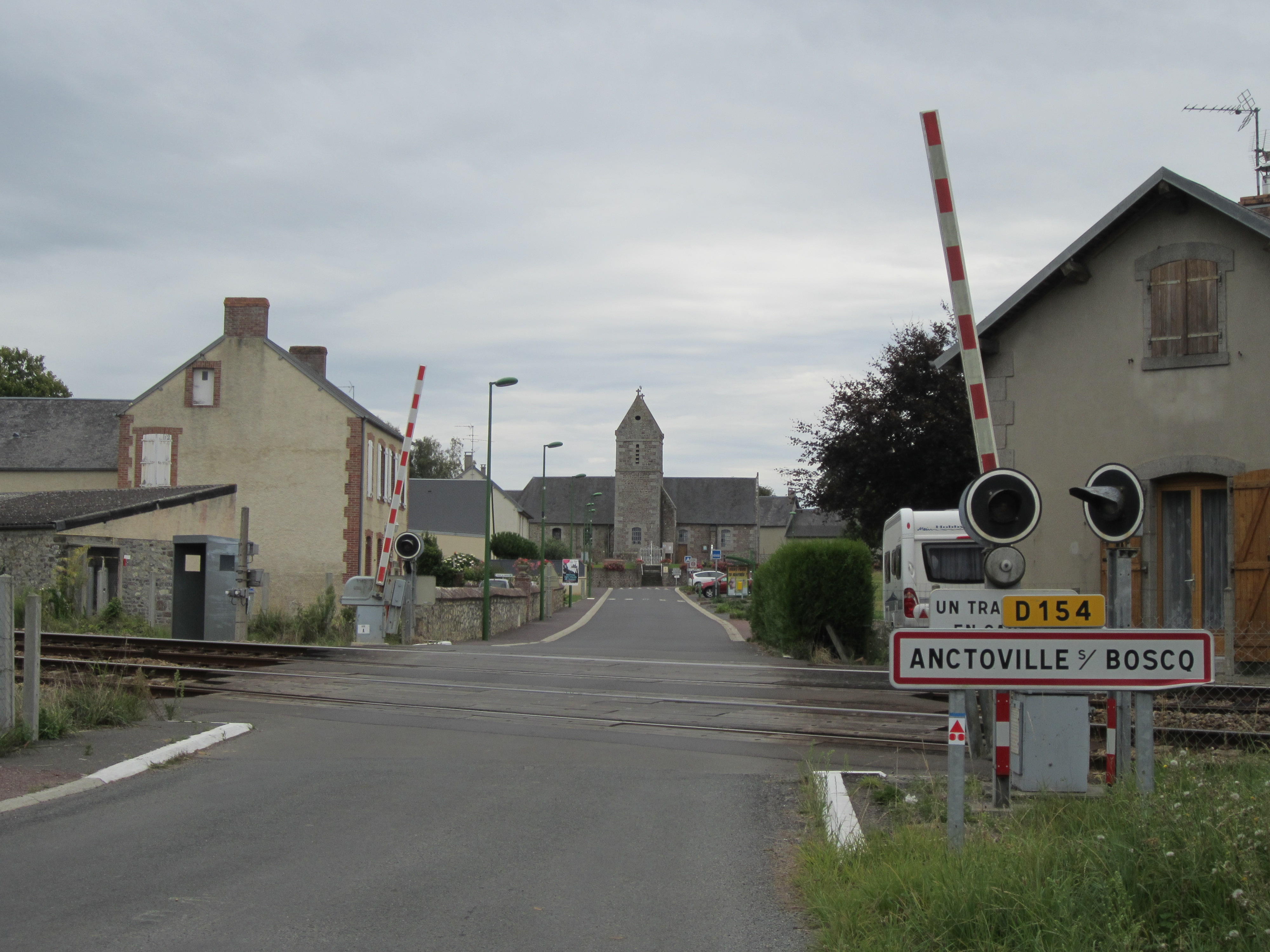
Ortseingang

## Bevölkerungsentwicklung
| Jahr      | 1962 | 1968 | 1975 | 1982 | 1990 | 1999 | 2008 | 2018 |
| --------- | ---- | ---- | ---- | ---- | ---- | ---- | ---- | ---- |
| Einwohner | 110  | 98   | 111  | 178  | 285  | 418  | 538  | 446  |